# Ляшенко Олег Володимирович
Олег Воллдимирович Ляшенко (22 серпня 1976, Миколаїв, УРСР, СРСР) — колишній український футболіст, захисник.

## Ігрова кар'єра
Вихованець СДЮШОР Миколаїв. Перший тренер — Владлен Науменко. Випускник кримського УОР.
1995 року 19-річний Ляшенко дебютував у СК «Миколаїв» за тренера Євгена Кучеревського у вищій лізі чемпіонату України. Перший матч: 4 березня 1995 року «Миколаїв» — «Верес» (Рівне), 1:0.
2000 року Олег Виступав у клубі вищої ліги Білорусі Торпедо-Кадіно, який за підсумками сезону покинув лігу сильніших.
Від 2005 року грає в аматорських колективах Миколаївської області. В січні 2006 року змінив Руслана Забранського на посаді головного тренера миколаївського «Металурга». Коли команду МГЗ було розформовано, перейшов до «Воронівки». 2013 року «Воронівка», об'єднавшися з командою «Миколаїв-ветерани», й Ляшенко продовжив виступи в новоствореній «Воронівці-Миколаїв» (вет.).